# Роби Вилијамс
Роберт Питер Вилијамс (енгл. Robert Peter Williams, рођен 13. фебруара 1974) је енглески певач, аутор песама, који се повремено бави и глумом. Стекао је светску славу као члан поп бенда Тејк дет, али је доживео већи комерцијални успех као соло уметник.
Вилијамс се прославио у првим концертима бенда у раним до средином 1990-их. Након бројних неслагања са менаџментом и члановима групе, Вилијамс је напустио бенд 1995. да би покренуо врло успешну соло каријеру, у којој су свака од његових првих седам албума достигла број један у Уједињеном Краљевству. Вилијамс је такође објавио седам синглова број један и доживео сличан успех у Европи. Дана 15. јула 2010, објављено је да се поново придружио групи Тејк дет. Наредни албум бенда постао је други најбрже-продати албум издат у УК у историји рангирања музике и најбрже-распродати запис века до сада. Вилијамс наставља да изводи и као члан Тејк дет-а и као соло уметник.
Вилијамс је продао преко 70 милиона плоча широм света, што га чини најпродаванијим музичким уметником у свету. Он је најпродаванији британски соло уметник у Уједињеном Краљевству и најбоље продавани не-латински уметник у Латинској Америци. Шест његових албума су међу топ 100 најбоље продаваних албума у Уједињеном Краљевству, а у 2006 је ушао у Гинисову књигу светских рекорда за продавање 1,6 милиона карата његове Блиско-сусретне турнеје у само једном дану. Такође је почаствован са седамнаест Брит награда — више него било који уметник, и седам Ехо награда. Године 2004, примљен је у Дворану славних британске музике, након што је изгласан за највећег уметника 1990-их. Вилијамс је ожењен глумицом Аидом Филд. Има нето вредност од 105,2 милиона £ (британских).

## Соло каријера

### 1996—1998:и
Након што је напустио Тејк дет, Вилијамс је започео соло каријеру 1996 покривајући Џорџ Мајклову песму "Freedom", сингл који је достигао број два на листи синглова УК.
Записи Вилијамсовог првог албума започели су на лондонском Мејзон руж студију у марту 1996. Убрзо након упознавања са Гајом Чамберсом, Вилијамс је објавио "Old Before I Die", који би био први сингл који је узео за свој дебитујући албум. Сингл је достигао број два на УК листама; ипак, био је широко заобиђен на међународним листама.
Његов дебитујући албум Life Thru a Lens, објављен је у септембру 1997. Албум је објављен са његовом првим соло концертом у позоришту Елизе Монмартр у Паризу, у Француској. Албум је дебитовао као број једанаест на листама у УК.
Вилијамс је објавио сингл који би био четврти у његовом албуму. "Angels" је постао Вилијамсов најбоље продати албум у Уједињеном Краљевству. Песма, осим што је била хит у Европи и Латинској Америци, изазвала је да продаја његовог албума порасте. Албум је остао унутар британских најбољих десет четири недеље и провео је 218 недеља на том месту све скупа, што га чини 58. највише продаваним албумом у историји УК са преко 2,4 милиона продаја. Албум је на крају успео да буде продат у преко 3 милиона копија у Европи.
Вилијамс и Чемберс почели су да пишу други албум на Јамајци ране 1998. Први синг, "Millennium", постао је Вилијамсов први соло број један сингл у Уједињеном Краљевству. Такође је доспео у првих двадесет хитова у многим европским земљама, Латинској Америци и Аустралији.
Када је албум I've Been Expecting You објављен касног октобра 1998, дебитовао је као број један на УК листама. Албум је примио више пажње ван Уједињеног Краљевства, остављајући траг у продавницама Латинске Америке и Европе хитовима као што су "No Regrets", у сарадњи са певачем Пет шоп бојса Нилом Тенантом и Дивајн комедије Нилом Ханоном.
Наслов траке из World Party албума, Egyptology, постао је Вилијамсов други број један хит у УК. Вилијамс је довршио годину европском турнејом касне 1999.
Албум I've Been Expecting You продат је у скоро 3 милиона примерака у УК и сертификован је као 10x платинасти од БПИ-а. У Европи, албум је продат у преко 4 милиона примерака.

### 1999—2001:и
Године 1999, Вилијамс је склопио уговор за Капитол рикордс у Сједињеним Државама, који је део ЕМИ-ја. Кренуо је са промоционалном турнејом у САД и објавио први сингл у САД и Канади,"Millennium". Албум The Ego Has Landed објављен је у јулу 1999. у Сједињеним Државама и Канади.
Средином промовисања и турнеје из 1999, Вилијамс је почео рад на свом трећем студијском албуму. Овог пута је коначно нашао своје унутрашње поуздање.
Први сингл из албума био је "Rock DJ", песма инспирисана Вилијамсовим Уницеф ментором, Ијаном Џуријем. Видео је приказао Вилијамса како је покушавао да скрене пажњу женских особа, прво како се скида, а онда како цепа комаде коже и мишића са свог тела, а изазвао је контроверзу у Уједињеном Краљевству и у многим другим земљама. Видео је уредио Top of the Pops за његов графички садржај и многи други канали поднели су тужбу. Песма је постала тренутан хит, постижући број један у УК (уједно постајући његов трећи број један синг као соло уметник) и у Новом Зеланду. Песма је победила на „Најбољим песмама 2000“, МТВ-овим наградама за Европу, „Најбољи сингл године“, на Брит наградама и МТВ музичка награда за најбоље специјалне ефекте.
Када је албум Sing When You're Winning, објављен у августу 2000, достигао је врх листи у многим другим земљама. У УК, албум је сертификован као 2x платинасти прве недеље од објављивања.
Вилијамс је искористио прилику да направи дует са својим дугогодишњим пријатељем Џонатоном Вилском, Little Voice са Џејн Хорокс, Saturday Night Live са Џоном Ловицом, Руперт Еверт и глумицом Никол Кидман. Први сингл објављен из албума био је дует са Кидман "Somethin' Stupid". Првобитни хит Франка и Ненси Синатре, песма је постала Вилијамсов пети најбољи хит у УК. Касније је постао један од највећих хитова године 2001.
Када је албум Swing When You're Winning (односећи се на његов студијски албум из 2000, Sing When You're Winning) објављен касне 2001, постао је тренутни хит у Уједињеном Краљевству, Ирској, Новом Зеланду, Аустрији, Немачкој и Швајцарској.
"Beyond the Sea" је био истакнут као његова заслуга за филм Finding Nemo из 2003, и такође је објављен као звучна CD трака филма.
DVD под именом Robbie Williams Live at the Albert Hall објављен је у децембру те године. За сада, постао је један од најпродаванијих музичких DVD-ова у Европи, сертификован 6x платинасти у Уједињеном Краљевству и 2x платинасти у Немачкој.

## Достигнућа
Тврди се да је Вилијамс продао више албума у УК него било који британски соло уметник у историји и освојио више Брит награда него било који уметник до данас. Број његових продатих албума износи изнад 57 милиона у свету. Вилијамс је ушао у Гинисову књигу светских рекорда када је, након што је објавио своју светску турнеју за 2006, 1,6 милиона карата распродато у једном дану.
Додељене су му многе награде, укључујући 17 Брит и седам Ехо награда Године 2004, примљен је у Дворану славних УК, након што је изгласан за највећег уметника 1990-их.
Вилијамс се појављује на списку првих 100 најбоље продатих албума свих времена у Уједињеном Краљевству шест пута.
Октобра 2009, објављено је да би он требало да добије награду за изванредан допринос британском музици на Брит наградама 2010.
Септембра 2010. Вилијамсу је тада част да упали свећице поводом Блекпул илуминација, истичући да је то било једно од највећих признања које је постигао.
У октобру 2010. Медија контрол именовала је Вилијамса за најуспешнијем албумског уметника миленијума, због чињенице да је провео на месту број 1 немачке листе албума 38 недеља од 2000. Он је такође достигао првих десет те листе 135 пута.

## Лични живот
Од 2006. Вилијамс проводи већину слободног времена у Лос Анђелесу, у Калифорнији. Вилијамс се вратио у УК 2009, када је купио кућу од 8,5 милиона £ у Комптом Басету, у Вилтширу, у близини доброг пријатеља Џонатана Вилкса, који живи у Свидону.

### Здравствени проблеми
Вилијамс је наводно имао тешкоћа са менталним проблемима, гојазношћу, проблемима са самопоуздањем, алкохолизмом, и злоупотребом супстанце током свог живота. Говорио је како га је пријатељ Елтон Џон наговорио да оде у клинику да се избори за злоупотребом дроге која је настала док је још био у Тејк дету. Помоћ за одвикавање од зависности од таблета Ксанакса, Сероксата/Паксила, Викодина, и енергетског пића Лукозејда је потражио у рехабилитационом центру у Тоскани у фебруару 2007. године. Године 2006, појавио се у документарном филму Stephen Fry: The Secret Life of the Manic Depressive као неко ко се борио са болешћу већином живота.
Открио је да се борио с летаргијом изазваном хормонским дебалансом званим андропауза неколико година и у почетку је мислио да је то повратак његове депресије.

## Дискографија
Студијски албуми
- Life thru a Lens (1997)
- I've Been Expecting You (1998)
- Sing When You're Winning (2000)
- Swing When You're Winning (2001)
- Escapology (2002)
- Intensive Care (2005)
- Rudebox (2006)
- Reality Killed the Video Star (2009)
- Take the Crown (2012)
- Swings Both Ways (2013)
- The Heavy Entertainment Show (2016)